# Noords Kampioenschap 1937/47
Het Noords Kampioenschap 1937/47 was de 4e editie van dit voetbaltoernooi. Het toernooi werd gespeeld tussen 13 juni 1937 en 10 oktober 1947. Er waren vier deelnemers. Zweden werd kampioen.

## Eindstand
| Team       | Gsp | W | G | V  | DV | DT | DS  | Ptn |
| ---------- | --- | - | - | -- | -- | -- | --- | --- |
| Zweden     | 12  | 9 | 0 | 3  | 41 | 16 | +25 | 18  |
| Denemarken | 12  | 7 | 1 | 4  | 34 | 21 | +13 | 15  |
| Noorwegen  | 12  | 5 | 2 | 5  | 31 | 30 | +1  | 12  |
| Finland    | 12  | 1 | 1 | 10 | 12 | 51 | –39 | 3   |

## Wedstrijden

### 1937
|                                                   |                                                                             |       |                   |                                                                                           |
| 13 juni 1937 «onderlinge duels» 19:30 uur (UTC+1) | Denemarken                                                                  | 5 – 1 | Noorwegen         | Københavns Idrætspark, Kopenhagen Toeschouwers: 22.000 Scheidsrechter: Willy Peters (GER) |
| 13 juni 1937 «onderlinge duels» 19:30 uur (UTC+1) | Eyolf Kleven 20' Helmuth Søbirk 30', 59' Kaj Hansen 64' Peder Rasmussen 89' |       | 23' Alf Martinsen | Københavns Idrætspark, Kopenhagen Toeschouwers: 22.000 Scheidsrechter: Willy Peters (GER) |

|                                                   |                                                            |       |         |                                                                                  |
| 16 juni 1937 «onderlinge duels» 19:00 uur (UTC+1) | Zweden                                                     | 4 – 0 | Finland | Råsundastadion, Solna Toeschouwers: 19.574 Scheidsrechter: Kolbjørn Dæhlen (NOR) |
| 16 juni 1937 «onderlinge duels» 19:00 uur (UTC+1) | Lennart Bunke 60', 82' Erik Persson 65' Kurt Svanström 68' |       |         | Råsundastadion, Solna Toeschouwers: 19.574 Scheidsrechter: Kolbjørn Dæhlen (NOR) |

|                                                       |         |                                     |           |                                                                                       |
| 5 september 1937 «onderlinge duels» 12:30 uur (UTC+2) | Finland | 0 – 2                               | Noorwegen | Töölön Pallokenttä, Helsinki Toeschouwers: 7.881 Scheidsrechter: Sölve Flisberg (SWE) |
| 5 september 1937 «onderlinge duels» 12:30 uur (UTC+2) |         | 21' Alf Martinsen 53' Alf Martinsen |           | Töölön Pallokenttä, Helsinki Toeschouwers: 7.881 Scheidsrechter: Sölve Flisberg (SWE) |

|                                                        |                                                        |       |                                       |                                                                                |
| 19 september 1937 «onderlinge duels» 13:15 uur (UTC+1) | Noorwegen                                              | 3 – 2 | Zweden                                | Ullevaalstadion, Oslo Toeschouwers: 29.334 Scheidsrechter: Arthur Barton (ENG) |
| 19 september 1937 «onderlinge duels» 13:15 uur (UTC+1) | Arne Brustad 44' Magnar Isaksen 74' Reidar Kvammen 76' |       | 55' Georg Johansson 82' Lennart Bunke | Ullevaalstadion, Oslo Toeschouwers: 29.334 Scheidsrechter: Arthur Barton (ENG) |

|                                                     |                  |       |                                      |                                                                               |
| 3 oktober 1937 «onderlinge duels» 14:00 uur (UTC+1) | Zweden           | 1 – 2 | Denemarken                           | Råsundastadion, Solna Toeschouwers: 38.259 Scheidsrechter: Jimmy Jewell (ENG) |
| 3 oktober 1937 «onderlinge duels» 14:00 uur (UTC+1) | Erik Persson 86' |       | 18' Knud Andersen 53' Helmuth Søbirk | Råsundastadion, Solna Toeschouwers: 38.259 Scheidsrechter: Jimmy Jewell (ENG) |

|                                                      |                                      |       |                 |                                                                                            |
| 17 oktober 1937 «onderlinge duels» 13:30 uur (UTC+1) | Denemarken                           | 2 – 1 | Finland         | Københavns Idrætspark, Denemarken Toeschouwers: 27.000 Scheidsrechter: Alfred Birlem (GER) |
| 17 oktober 1937 «onderlinge duels» 13:30 uur (UTC+1) | Knud Andersen 48' Alex Friedmann 58' |       | 24' Eino Mäkelä | Københavns Idrætspark, Denemarken Toeschouwers: 27.000 Scheidsrechter: Alfred Birlem (GER) |

### 1938
|                                                   | |       |         |                                                                                   |
| 17 juni 1938 «onderlinge duels» 19:30 uur (UTC+1) | Noorwegen | 9 – 0 | Finland | Ullevaalstadion, Oslo Toeschouwers: 28.000 Scheidsrechter: Valdemar Laursen (DEN) |
| 17 juni 1938 «onderlinge duels» 19:30 uur (UTC+1) | Magnar Isaksen 3' Arne Brustad 11', 22', 25', 33' Reidar Kvammen 17' (pen.) Torkild Andersen 67' Trygve Arnesen 70' |       |         | Ullevaalstadion, Oslo Toeschouwers: 28.000 Scheidsrechter: Valdemar Laursen (DEN) |

|                                                   |            |                 |        |                                                                                                  |
| 21 juni 1938 «onderlinge duels» 19:00 uur (UTC+1) | Denemarken | 0 – 1           | Zweden | Københavns Idrætspark, Denemarken Toeschouwers: 38.260 Scheidsrechter: Thoralf Kristiansen (NOR) |
| 21 juni 1938 «onderlinge duels» 19:00 uur (UTC+1) |            | 35' Arne Nyberg |        | Københavns Idrætspark, Denemarken Toeschouwers: 38.260 Scheidsrechter: Thoralf Kristiansen (NOR) |

|                                                  |                                        |       |                                                                 |                                                                                     |
| 4 juli 1938 «onderlinge duels» 19:00 uur (UTC+2) | Finland                                | 2 – 4 | Zweden                                                          | Olympisch Stadion, Helsinki Toeschouwers: 15.366 Scheidsrechter: Peco Bauwens (GER) |
| 4 juli 1938 «onderlinge duels» 19:00 uur (UTC+2) | Nuutti Lintamo 2' Holger Granström 37' |       | 27', 67' Floyd Lagerkrantz 51' Gunnar Bergström 74' Arne Nyberg | Olympisch Stadion, Helsinki Toeschouwers: 15.366 Scheidsrechter: Peco Bauwens (GER) |

|                                                       |                                       |       |                   |                                                                                      |
| 31 augustus 1938 «onderlinge duels» 18:00 uur (UTC+2) | Finland                               | 2 – 1 | Denemarken        | Töölön Pallokenttä, Helsinki Toeschouwers: 11.368 Scheidsrechter: Rudolf Eklöw (SWE) |
| 31 augustus 1938 «onderlinge duels» 18:00 uur (UTC+2) | Nuutti Lintamo 15' Aatos Lehtonen 46' |       | 59' Arne Sørensen | Töölön Pallokenttä, Helsinki Toeschouwers: 11.368 Scheidsrechter: Rudolf Eklöw (SWE) |

|                                                        |                    |       |                |                                                                               |
| 18 september 1938 «onderlinge duels» 13:15 uur (UTC+1) | Noorwegen          | 1 – 1 | Denemarken     | Ullevaalstadion, Oslo Toeschouwers: 33.065 Scheidsrechter: Rudolf Eklöw (SWE) |
| 18 september 1938 «onderlinge duels» 13:15 uur (UTC+1) | Trygve Arnesen 33' |       | 42' Kaj Hansen | Ullevaalstadion, Oslo Toeschouwers: 33.065 Scheidsrechter: Rudolf Eklöw (SWE) |

|                                                     |                                  |       |                                                       |                                                                               |
| 2 oktober 1938 «onderlinge duels» 14:00 uur (UTC+1) | Zweden                           | 2 – 3 | Noorwegen                                             | Råsundastadion, Solna Toeschouwers: 38.000 Scheidsrechter: Jimmy Jewell (ENG) |
| 2 oktober 1938 «onderlinge duels» 14:00 uur (UTC+1) | Erik Persson 27' Arne Nyberg 66' |       | 16' Arne Brustad 18' Knut Brynildsen 35' Hans Nordahl | Råsundastadion, Solna Toeschouwers: 38.000 Scheidsrechter: Jimmy Jewell (ENG) |

### 1939
|                                                  |                                                                         |       |                          |                                                                                          |
| 9 juni 1939 «onderlinge duels» 19:30 uur (UTC+1) | Zweden                                                                  | 5 – 1 | Finland                  | Råsundastadion, Solna Toeschouwers: 16.989 Scheidsrechter: Reidar Randers Johansen (NOR) |
| 9 juni 1939 «onderlinge duels» 19:30 uur (UTC+1) | Åke Andersson 13' Erik Persson 30', 64', 67' Karl Erik Grahn 35' (pen.) |       | 10' (e.d.) Harry Nilsson | Råsundastadion, Solna Toeschouwers: 16.989 Scheidsrechter: Reidar Randers Johansen (NOR) |

|                                                       |                   |       |                          |                                                                                   |
| 3 september 1939 «onderlinge duels» 17:00 uur (UTC+2) | Finland           | 1 – 2 | Noorwegen                | Olympisch Stadion, Helsink Toeschouwers: 8.729 Scheidsrechter: Rudolf Eklöw (SWE) |
| 3 september 1939 «onderlinge duels» 17:00 uur (UTC+2) | Pentti Eronen 63' |       | 7', 60' Torkild Andersen | Olympisch Stadion, Helsink Toeschouwers: 8.729 Scheidsrechter: Rudolf Eklöw (SWE) |

|                                                        |                                        |       |                                             |                                                                               |
| 17 september 1939 «onderlinge duels» 13:15 uur (UTC+1) | Noorwegen                              | 2 – 3 | Zweden                                      | Ullevaalstadion, Oslo Toeschouwers: 29.504 Scheidsrechter: Einer Ulrich (DEN) |
| 17 september 1939 «onderlinge duels» 13:15 uur (UTC+1) | Olav Navestad 8' (pen.) Harry Yven 84' |       | 19', 73' Arne Nyberg 81' Ragnar Lennartsson | Ullevaalstadion, Oslo Toeschouwers: 29.504 Scheidsrechter: Einer Ulrich (DEN) |

|                                                        | |       |                      |                                                                                          |
| 17 september 1939 «onderlinge duels» 13:30 uur (UTC+1) | Denemarken | 8 – 1 | Finland              | Københavns Idrætspark, Denemarken Toeschouwers: 20.000 Scheidsrechter: Ivan Eklind (SWE) |
| 17 september 1939 «onderlinge duels» 13:30 uur (UTC+1) | Arno Nielsen 24' Oskar Theisen 39', 40', 89' Ragnar Lindbäck 48' (e.d.) Pauli Jørgensen 67' Svend Albrechtsen 77' Helmuth Søbirk 87' |       | 69' Holger Granström | Københavns Idrætspark, Denemarken Toeschouwers: 20.000 Scheidsrechter: Ivan Eklind (SWE) |

|                                                     |                                                                           |       |                    |                                                                                  |
| 1 oktober 1939 «onderlinge duels» 14:00 uur (UTC+1) | Zweden                                                                    | 4 – 1 | Denemarken         | Råsundastadion, Solna Toeschouwers: 22.698 Scheidsrechter: Kolbjørn Dæhlen (NOR) |
| 1 oktober 1939 «onderlinge duels» 14:00 uur (UTC+1) | Ragnar Lennartsson 40' Knut Johansson 43' Stig Nyström 58' Gösta Dahl 85' |       | 7' Pauli Jørgensen | Råsundastadion, Solna Toeschouwers: 22.698 Scheidsrechter: Kolbjørn Dæhlen (NOR) |

|                                                      |                                                                  |       |                     |                                                                                          |
| 22 oktober 1939 «onderlinge duels» 13:30 uur (UTC+1) | Denemarken                                                       | 4 – 1 | Noorwegen           | Københavns Idrætspark, Kopenhagen Toeschouwers: 27.000 Scheidsrechter: Ivan Eklind (SWE) |
| 22 oktober 1939 «onderlinge duels» 13:30 uur (UTC+1) | Svend Albrechtsen 6' Alex Friedmann 49' Pauli Jørgensen 68', 85' |       | 33' Knut Brynildsen | Københavns Idrætspark, Kopenhagen Toeschouwers: 27.000 Scheidsrechter: Ivan Eklind (SWE) |

### 1947
|                                                   |                      |       |                                                               |                                                                                            |
| 15 juni 1947 «onderlinge duels» 13:30 uur (UTC+2) | Denemarken           | 1 – 4 | Zweden                                                        | Københavns Idrætspark, Denemarken Toeschouwers: 38.000 Scheidsrechter: George Reader (ENG) |
| 15 juni 1947 «onderlinge duels» 13:30 uur (UTC+2) | Karl Aage Hansen 57' |       | 7', 21' Gunnar Nordahl 30' Nils Liedholm 49' Lennart Lindskog | Københavns Idrætspark, Denemarken Toeschouwers: 38.000 Scheidsrechter: George Reader (ENG) |

|                                                       |                                                                                                |       |         |                                                                            |
| 24 augustus 1947 «onderlinge duels» 13:30 uur (UTC+1) | Zweden                                                                                         | 7 – 0 | Finland | Ryavallen, Borås Toeschouwers: 20.500 Scheidsrechter: Aksel Asmussen (DEN) |
| 24 augustus 1947 «onderlinge duels» 13:30 uur (UTC+1) | Nils Liedholm 4', 52' Gunnar Nordahl 5', 30', 40' Gunnar Gren 9' (pen.) Leo Turunen 78' (e.d.) |       |         | Ryavallen, Borås Toeschouwers: 20.500 Scheidsrechter: Aksel Asmussen (DEN) |

|                                                       |                                              |       |                                                                    |                                                                                        |
| 7 september 1947 «onderlinge duels» 15:00 uur (UTC+2) | Finland                                      | 3 – 3 | Noorwegen                                                          | Olympisch Stadion, Helsink Toeschouwers: 13.533 Scheidsrechter: Valdemar Laursen (DEN) |
| 7 september 1947 «onderlinge duels» 15:00 uur (UTC+2) | Harry Reunanen 4' Stig-Göran Myntti 20', 23' |       | 21' Gunnar Dahlen 41' Odd Wang Sørensen 88' (pen.) Knut Brynildsen | Olympisch Stadion, Helsink Toeschouwers: 13.533 Scheidsrechter: Valdemar Laursen (DEN) |

|                                                        |                                           |       |                                                                                |                                                                               |
| 21 september 1947 «onderlinge duels» 13:15 uur (UTC+1) | Noorwegen                                 | 3 – 5 | Denemarken                                                                     | Ullevaalstadion, Oslo Toeschouwers: 34.756 Scheidsrechter: John Nilsson (SWE) |
| 21 september 1947 «onderlinge duels» 13:15 uur (UTC+1) | Gunnar Thoresen 35' Knut Osnes 42' (pen.) |       | 1' (e.d.) Gunnar Hansen 10', 82' Jørgen Wagner Hansen 13', 83' Carl Aage Præst | Ullevaalstadion, Oslo Toeschouwers: 34.756 Scheidsrechter: John Nilsson (SWE) |

|                                                     |                                                                             |       |                 |                                                                                       |
| 5 oktober 1947 «onderlinge duels» 13:30 uur (UTC+1) | Denemarken                                                                  | 4 – 1 | Finland         | Aarhus Stadion, Aarhus Toeschouwers: 22.300 Scheidsrechter: John Erik Andersson (SWE) |
| 5 oktober 1947 «onderlinge duels» 13:30 uur (UTC+1) | Jørgen Wagner Hansen 2' Carl Aage Præst 4', 23' Jørgen Leschly Sørensen 57' |       | 80' Olof Stolpe | Aarhus Stadion, Aarhus Toeschouwers: 22.300 Scheidsrechter: John Erik Andersson (SWE) |

|                                                     |                                                          |       |                    |                                                                                |
| 5 oktober 1947 «onderlinge duels» 15:00 uur (UTC+1) | Zweden                                                   | 4 – 1 | Noorwegen          | Råsundastadion, Solna Toeschouwers: 36.134 Scheidsrechter: George Reader (ENG) |
| 5 oktober 1947 «onderlinge duels» 15:00 uur (UTC+1) | Nils Liedholm 9' Gunnar Nordahl 15', 70' Gunnar Gren 71' |       | 41' Reidar Kvammen | Råsundastadion, Solna Toeschouwers: 36.134 Scheidsrechter: George Reader (ENG) |